# Coussarea pilosiflora
Coussarea pilosiflora är en måreväxtart som beskrevs av Paul Carpenter Standley. Coussarea pilosiflora ingår i släktet Coussarea och familjen måreväxter. IUCN kategoriserar arten globalt som nära hotad.
Artens utbredningsområde är Ecuador. Inga underarter finns listade i Catalogue of Life.